# Slavägarens dotter
Slavägarens dotter (originaltitel: Sinhá Moça) är en brasiliansk TV-serie från 1986. Serien är skapad av Benedito Ruy Barbosa och baserad på Maria Camila Dezonne Pacheco Fernandes bok. Boken filmades redan 1953, då som en långfilm och senast åter som TV-serie 2006.

## Handling
Serien utspelar sig i en liten stad i São Paulo i Brasilien under 1880-talet. Sinhá Moça och Dr. Rodolfo har en hemlig och förbjuden kärleksförbindelse. 
De båda står på två sidor av en brinnande fråga - Rodolfo kämpar emot slaveriet och Sinhá Moça är även hon emot slaveriet, men det är däremot inte hennes far Coronel Ferreira, Baronen av Araruna. Baronen är en väldigt stark man som på alla sätt både bedriver och tror starkt på slaveriet. 

## Rollista i urval
- Rubens de Falco - Coronel Aristides Ferreira, Baronen av Araruna
- Lucélia Santos - Sinhá Moça (Maria das Graças Ferreira Fontes)
- Marcos Paulo - Rodolfo Garcia Fontes
- Elaine Cristina - Baroness Cândida Ferreira
- Raymundo de Souza - Dimas (Rafael)
- Mauro Mendonça - Doutor Fontes
- Neuza Amaral - Inês Garcia Fontes
- Norma Blum - Nina Teixeira
- Patrícia Pillar - Ana do Véu Teixeira
- José Augusto Branco - Manoel Teixeira
- Chica Xavier - Virgínia
- Daniel Dantas - Ricardo Garcia Fontes
- Solange Couto - Adelaide Coutinho
- Grande Otelo - Justo
- Ivan Mesquita - Coutinho
- Cláudio Mamberti - Delegado Antero
- Jacyra Sampaio - Ruth
- Gésio Amadeu - Fulgêncio